# W67 (核彈頭)
W67是美國的一款熱核彈頭，從1966年6月開始研發，但約18個月後，它在任何生產或服役使用前被取消。
W67由洛斯阿拉莫斯國家實驗室研發，其爆炸當量約為15萬噸(630 TJ)。W67用於UGM-73海神彈道飛彈，每枚飛彈可攜帶6枚核彈頭，LGM-30民兵III型洲際彈道導彈也可攜帶W67核彈頭。
在它被取消後，研發了W68以用於UGM-73海神彈道飛彈，以及W62以用於LGM-30民兵III型洲際彈道導彈。

## 外部連結
- F A Ross.  (报告). Sandia National Lab. May 1967. ALSNLDE98057263. （原始内容存档于2022-02-17）.